# Biały Bór (gmina)
Biały Bór est une gmina mixte du powiat de Szczecinek, Poméranie occidentale, dans le nord-ouest de la Pologne. Son siège est la ville de Biały Bór, qui se situe environ 23 km au nord-est de Szczecinek et 159 km à l'est de la capitale régionale Szczecin.
La gmina couvre une superficie de 270,23 km2 pour une population d'environ  5 249 habitants en 2019.

## Géographie
Outre la ville de Biały Bór, la gmina inclut les villages de Bagniewko, Biała, Białka, Biały Dwór, Bielica, Biskupice, Biskupice-Kolonia, Błogowo, Borzęcino, Brzeźnica, Cieszęcino, Cybulin, Dalkowo, Dołgie, Domaradz, Donimierz, Drzonowo, Dyminek, Grabowo, Jawory, Kaliska, Kamienna, Kazimierz, Kierzkowo, Koleśnik, Kołtki, Kosobudy, Linowo, Lubiesz, Miłkowo, Miłobądz, Ponikwa, Przybrda, Radzewo, Rosłonki, Rzyszczewko, Sępolno Małe, Sępolno Wielkie, Stępień, Stepno, Świerszczewo, Trzebiele et Zduny.
La gmina borde les gminy de Bobolice, Koczała, Miastko, Polanów, Rzeczenica et Szczecinek.